# ويليام ماثيوز (كاتب أغاني)
ويليام ماثيوز (بالإنجليزية: William Matthews)‏ هو كاتب أغاني أمريكي، ولد في 5 نوفمبر 1983 في ديترويت في الولايات المتحدة.

## وصلات خارجية
- الموقع الرسمي
- ويليام ماثيوز على موقع ميوزك برينز (الإنجليزية)
- ويليام ماثيوز على موقع أول ميوزيك (الإنجليزية)
- ويليام ماثيوز على موقع ديسكوغز (الإنجليزية)